# 地狱犬兽属
地狱犬兽属（学名：Kerberos）为硕鬣兽科的一个已滅絕属。在滅絕前主要生活在欧洲。它只有唯一一個物种，而且是食肉動物。

## 下属物种
本属包括以下物种：
- 兰氏地狱犬兽 Kerberos langebadreae Solé, Amson, Borths, Vidalenc, Morlo & Bastl, 2015